# 헤클러운트코흐 MP5
MP5(독일어: Heckler & Koch Maschinenpistole 5; HK MP5 헤클러& 코흐 마쉬넨피스톨레 퓐프; 엠페 퓐프[*])는 헤클러&코흐에서 개발, 생산 중인 기관단총이다. 과거 대부분의 기관단총이 오픈 볼트방식이어서 초탄 명중률이 떨어졌으나, MP5는 클로즈드 볼트 방식을 사용하여 초탄 명중률이 매우 높다. 정밀도 및 신뢰성이 뛰어나 1970년대부터 수많은 특수부대나 대테러부대에서 채용하였다. 헤클러운트코흐 G3소총을 기반으로 만들어 졌다고 한다.

## 역사
방탄복의 확산으로 인해 MP5의 제압 능력에 의문이 제기되고 있다.
UMP45(.45 ACP탄 사용)는 MP5보다 강한 저지력을 바탕으로 MP5를 대체할 것으로 예상되었으나, 여러 단점들로 인해 MP5를 보완하는 역할로만 제한적으로 사용되고 있다.
FN P90과 같은 PDW들은 방탄복 관통능력이 뛰어나기 때문에 MP5의 강력한 경쟁자이다.
또한 독일군의 제식 소총인 G36을 기관단총 못지않게 단축시킨 G36K모델과 같은 단축형 소총(카빈)들도 MP5의 경쟁자로 인식되고 있다.

이 총이 쓰인 잘 알려진 대테러 작전으로 님로드 작전이 있다. 1980년 4월 30일에 영국에 위치한 런던에 있는 이란 대사관을 점거한 테러리스트들에게 돌격하여 MP5로 무장한 SAS가 사살하였다.

## 변형

### MP5
- MP5A1 - MP5 with buttcap/receiver cap; 해군/"SEF" 방아쇠 그룹.
- MP5A2 - 고정 개머리판, 해군/"SEF" 방아쇠 그룹.
- MP5A3 - 가변 개머리판, 해군/"SEF" 방아쇠 그룹.
- MP5A4 - 고정 개머리판, 점사 모드.
- MP5A5 - 가변 개머리판, 점사 모드, 100 미터에서는 소총과 비슷한 명중률.
- MP5SFA2 - 고정 개머리판. SF = 단발, 전자동 제거.
- MP5SFA3 - MP5SF에 가변 개머리판.
- MP5N - 미국 해군을 위한 모델로, 해군식 방아쇠 그룹에 소음기 장착을 위한 3형 돌기/스레디드 총열 및 가변 개머리판을 가지고 있음.
- MP5F - 프랑스 군에 맞춰 개발됨. 루버-패드 가변 개머리판에, 양손잡이용 멜빵 루프/노리쇠 및 고압력 탄약을 위해 내부 개조를 거침.

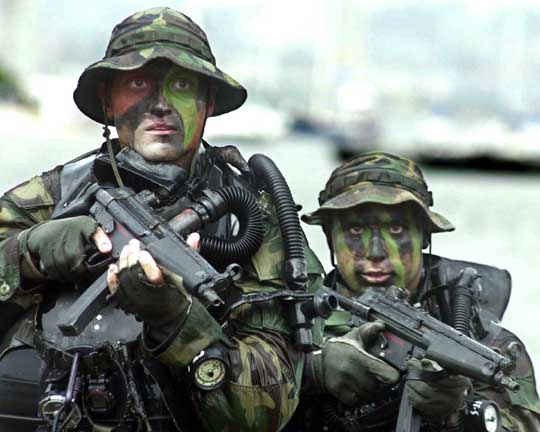
MP5N을 사용하고 있는 미국 네이비씰

### MP5K
MP5의 단축형으로, 분당 900발을 쏠 수 있다.
- MP5K - MP5의 단축형. "SEF" 방아쇠 모드.
- MP5KA1 - MP5K에 부드러운 상위 총신과 소형 기계식 조준기, "SEF" 방아쇠 모드.
  - MP5KA5 - MP5KA1에 3점사 도입.
- MP5KA4 - MP5K에 3점사 도입.
- MP5K-N - MP5K with 해군식 방아쇠 그룹에 소음기 장착을 위한 3형 돌기/스레디드 총열 및 탈착식 소염기.
- MP5K-PDW - 개인 방어 무기, MP5K-N에 접철식 개머리판에 소음기 장착을 위한 3형 돌기/스레디드 총열, 3점사또는 해군 방아쇠 모드. 1991년에 소개됨.

### MP5SD

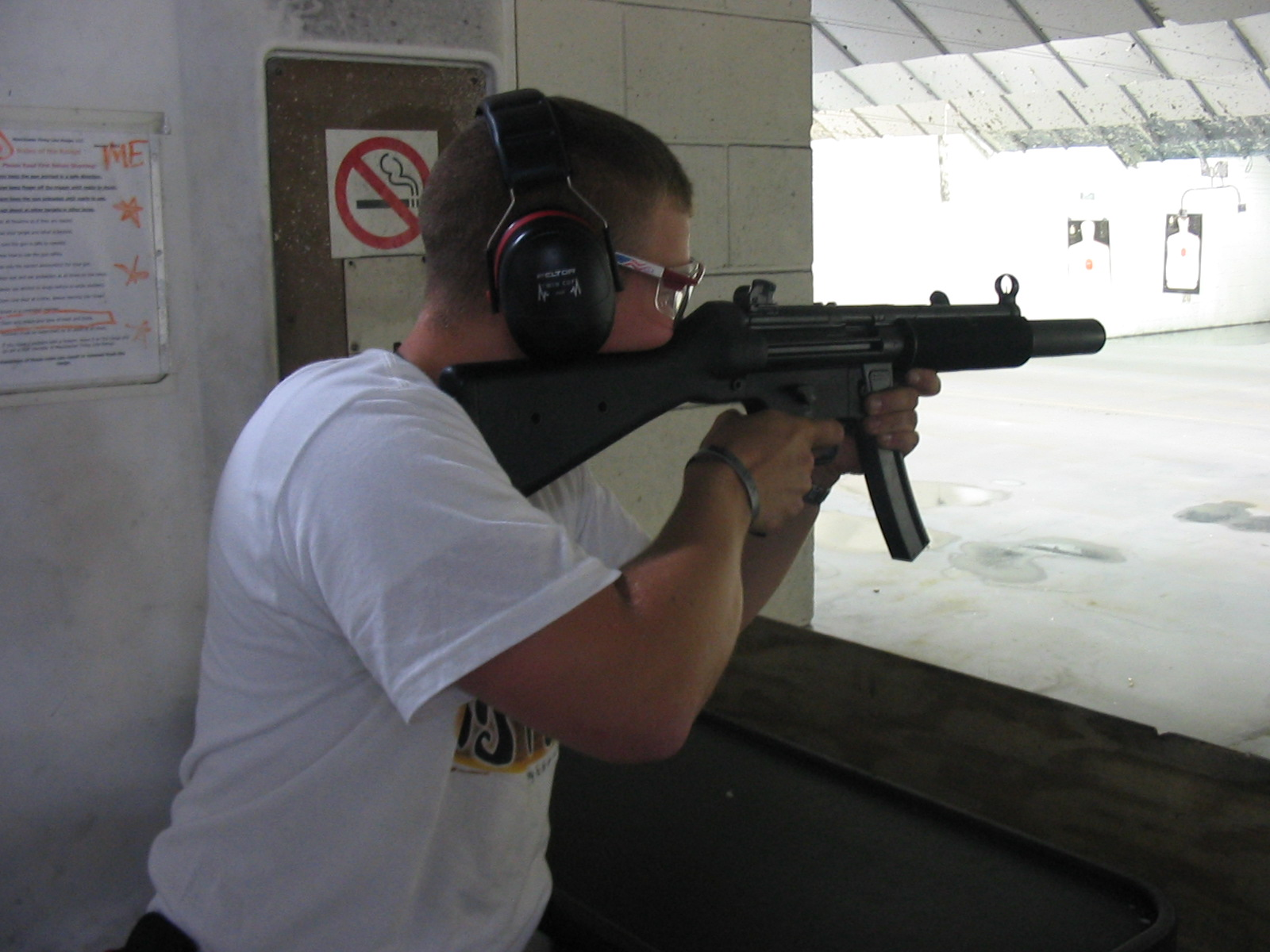
MP5SD5 사격

MP5SD는 알루미늄 혹은 스테인레스 강철 소재로 된 내장형 소음기를 장착한 비밀 작전을 위한 변형이다.
- MP5SD1 - 내장 소음기, A1식의 buttcap와 sling loop; 해군/"SEF" 방아쇠 그룹.
  - MP5SD4 - MP5SD1에 3점사 도입.
- MP5SD2 - 내장 소음기, 고정 개머리판. 해군/"SEF" 방아쇠 그룹.
  - MP5SD5 - MP5SD2에 3점사 도입.
- MP5SD3 - 내장 소음기, 가변 개머리판. 해군/"SEF" 방아쇠 그룹.
  - MP5SD6 - MP5SD3에 3점사 도입.
- MP5SD-N - 나이츠 아르마먼트 컴퍼니(Knight's Armament Company)에서 MP5SD를 해군 용으로 고친것, 스텐리스 철제 소음기에 가변 개머리판을 채용.

### 그 외
- MP5/10 - 10 mm AUTO탄 사용, 갖가지의 개머리판과 발사 모드가 준비되어 있다. 1992년~2000년 사이에 생산됨.
- MP5/40 - .40 S&W탄 사용 이외, 생산기간은 MP5/10과 같음.
- HK94 - 민간용으로 16인치 총열에 특수 안전/반자동 발사 모드를 가진다. 1983년~1989년 사이에 생산됨.
- HK SP89 - 명칭 스포츠 권총 M1989(Sport Pistole M1989). MP5K를 기반으로한 스포츠용 민수용의 반자동판. 총열 덮개가 재디자인됨. 1989년~1994년 사이에 생산됨.

## 운용 국가
- 아르헨티나 - GEOF 특수부대 및 호크 특수 작전 여단.
- 알바니아 - 알바니아 특수부대 RENEA와 알바니아 경찰
- 알제리 - 알제리 공수 코만도 사단.
- 오스트레일리아 - 특수 공군 지원 여단. 특수부대 및 경찰 부대.
- 아제르바이잔 - 아제르바이잔 내무부 경비대.
- 방글라데시 - 신속 작전 대대
- 벨기에 - Gespecialiseerde Verkenningsploegen (GVP) / Equipes Specialisees de Reconnaissance (ESR), Speciaal Interventie-Eskadron (SIE) / Escadron Special d'Intervention (ESI).
- 브라질 - 브라질 육군 특수부대와 주립 경찰청.
- 캐나다 - 각종 경찰 전술부대, 연합 기동부대 2, 해군 상륙 부대.
- 칠레 - 1 공수대대. 유니다드 대테러 (UAT).
- 콜롬비아 - Lanceros, Agrupacion de Fuerzas Especiales Urbanas (AFEU).
- 체코
- 덴마크 - 덴마크 경찰과 특수부대.
- 이집트
- 프랑스 - Groupe d'Intervention de la Gendarmerie Nationale, French Foreign Legion, Commandement des Operations Speciales (COS), Groupement Speciale Autonome.
- 핀란드 - 핀란드 경찰과 핀란드 국방군.
- 독일 - 독일 주립 경찰, 독일 연방 경찰, KSK, Kampfschwimmer, 장거리 정찰중대, Feldjäger (군경찰).
- 그리스 - 경찰 및 그리스 특수부대 이사회?.
- 홍콩 - 특별임무련(特別任務連, SDU)을 비롯한 홍콩 경찰.
- 헝가리 - 헝가리 경찰, 헝가리 Prison Service, 헝가리 육군.
- 아일랜드 - Sciathan Fianoglach an Airm (아일랜드 육군 유격대).
- 아이슬란드 - 아이슬란드 해안 경비대, 아이슬란드 위기 대응 부대와 국가 책임자의 특수 부대.
- 인도 - 인도 육군 특수부대, 국가 경비대, MARCOS 및 그 외 부대.
- 인도네시아 - 인도네시아 국군 대테러 부대.
- 이란 - 이란 이슬람 공화국 육군, 이란 경찰.
- 이탈리아 - Gruppo di Intervento Speciale (GIS).
- 요르단 - SOU-17.
- 쿠웨이트 - 쿠웨이트 육군.
- 라트비아 - Speciālo Uzdevumu Vienība.
- 레바논 - 101 낙하산 중대.
- 마카오 - Unidade Táctica de Intervenção da Polícia , 특별행동조 (GOE) , Grupo de Protecção de Altas Entidades e Instalações Importantes.
- 말레이시아 - 말레이시아 군대, 여러 특수부대 및 치안 기관.
- 멕시코 - Fuerzas Especiales와 연방 경찰, 주립 치안 기관.
- 몬테네그로 - Vojska Crne Gore (VCG).
- 네덜란드 - 네덜란드 해병대, 왕립 보안대 군경찰, BBE 대테러리즘 부대와 그 외 경찰 부대.
- 노르웨이 - 노르웨이 국방군 (헤클러&코흐 MP7로 대체할 예정)[1], Beredskapstroppen 및 노르웨이 경찰.
- 뉴질랜드 - 1 특수 공군 지원 편대.
- 파키스탄 - 파키스탄 육군의 표준 화기로, HK의 라이선스 아래에 파키스탄 병기창에서 생산하고 있다.
- 필리핀 - 필리핀의 군사, 필리핀 국가경찰 특수 작전 부대 및 그 외 경찰과 SWAT 부대.
- 폴란드 - GROM, 경찰 특수부대.
- 포르투갈 - 특별행동조 (GOE, Grupo de Operacoes Especiais).
- 중화민국 - 중화민국 육군 특수부대, 경찰 치안유지 특수임무부대(維安特勤隊), 헌병 특수임무부대, 해군육전대 인질구조소대, 타이베이와 가오슝 시정부 경찰국 형사경찰대대 특수임무중대 등. 미국산 복제품인 SWA5 기관단총도 사용된다.
- 루마니아 - SRI (Serviciul Român de Informaţii) 대테러 부대, 경찰 부대.
- 사우디아라비아 - 특수부대 여단.
- 싱가포르 - 싱가포르 경찰 부대.
- 스리랑카 - 스리랑카 육군 코만도 연대, 특수 기동 부대.
- 세르비아 - SAJ, UBPOK, 세르비아 군사경찰과 그 외 경찰, 군 부대.
- 슬로바키아 - 슬로바키아 경찰 및 특수부대.
- 슬로베니아 - 경찰 및 특수부대.
- 스웨덴 - 국제 기동 부대 (NI), and Piketen, 스웨덴 경찰.
- 스위스 - FSK-17.
- 스페인 - Tercio de Extranjeros y de Moreria.
- 남아프리카 공화국
- 대한민국 - 707 특수 임무 대대, 해군특수전전단(UDT/SEAL), 대한민국 경찰특공대(SWAT), 대한민국 해양경비안전특공대(SSAT).
- 튀르키예 - HK의 라이선스 아래에 생산되어 여러 부대에 보급하고 있다.
- 아랍에미리트 - UAE 특수부대, Abu Dhabi 경찰 SWAT, 두바이 경찰 SWAT, UAE VIP 부대.
- 영국 - SAS, 특수 보트 지원대, 런던 경찰 전문 화기 사령부.
- 미국 - 해병대 수색 중대, 해군 경비 대대 및 특수작전 부대, 육군 레인저, 델타 포스, 해군 네이비 씰, 공군 전투 통제팀 및 수많은 경찰청과 연방 기관.

## 대중 문화
- 게임 밀크초코에서 등장한다.

- 배틀그라운드, 배틀그라운드 모바일, 배틀그라운드:뉴스테이트에서 등장한다.

## 같이 보기
- 헤클러&코흐 UMP
- 헤클러&코흐 MP5K
- 헤클러&코흐 MP7